# Cocker spaniel inglés
El cocker inglés (en inglés: English Cocker Spaniel) es una raza de perro originaria de Inglaterra que fue desarrollada con la finalidad de perseguir a las gallinetas arreándolas de sus escondites en los arbustos. Su variante estadounidense, el cocker americano, resultó de la adaptación del inglés.

## Historia
Fue reconocido como raza en el siglo XIX, aunque su herencia se remonta a algunos miles de años antes de la de los spaniel originales. El nombre viene del francés antiguo épagneul, que significa ‘español’, en referencia al país de donde venían los perros originales (una raza de perros cazadores y cobradores de caza).

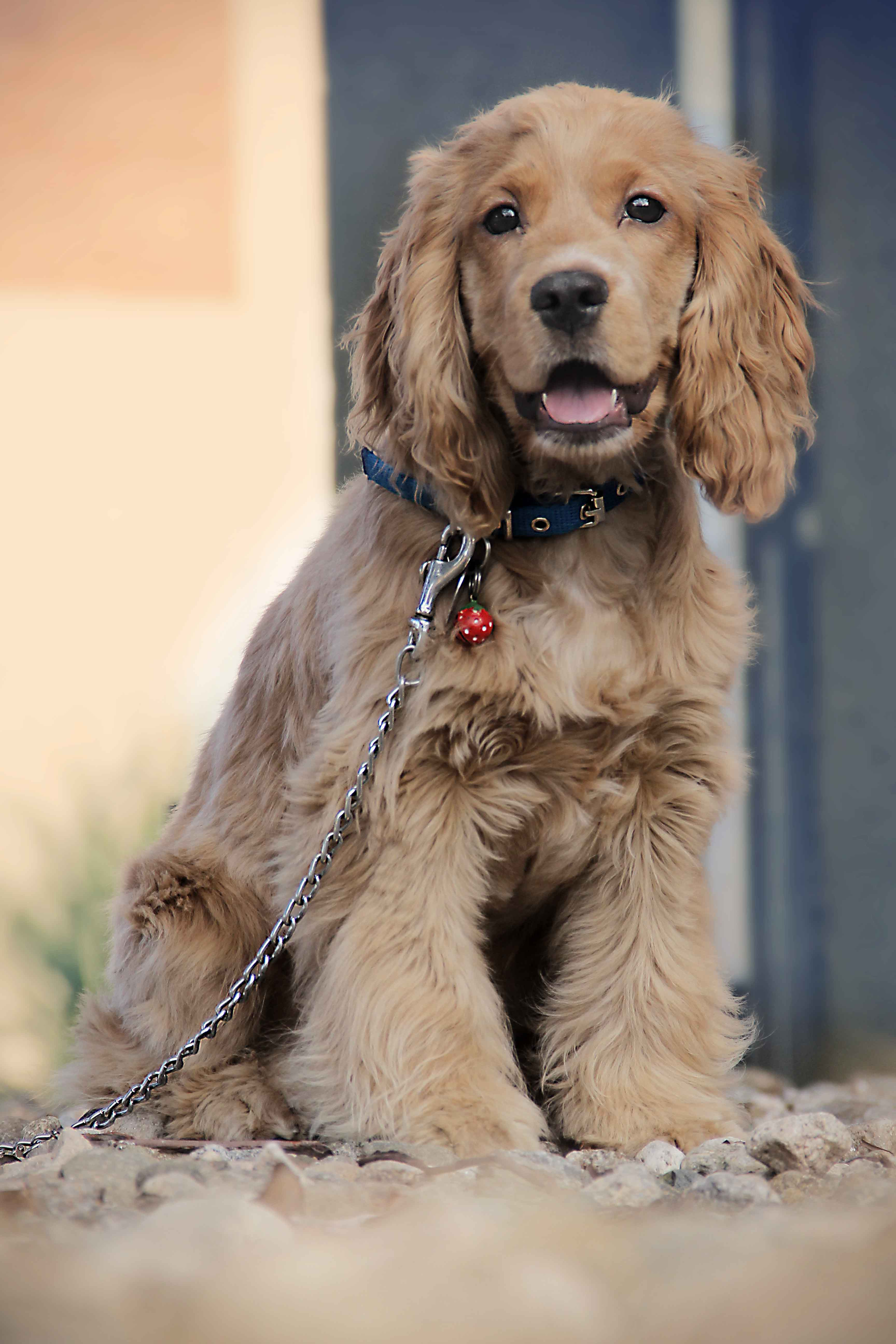
Un cocker de color dorado

Los spaniel llegaron a Inglaterra con sus dueños españoles y posteriormente algunos ejemplares se vendían o daban como regalo a los aristócratas ingleses para usarlos en sus fincas. El aumento de su popularidad se ve reflejado en las numerosas referencias de la literatura inglesa, como por ejemplo en obras de Chaucer (S XIV) y de Shakespeare (S XVI).
Durante ese período, la raza spaniel se utilizaba para designar a un determinado tipo de perro de caza. Con el tiempo surgieron las siguientes diferencias:
- Perros de muestra: el cual mostraba la presa a su dueño
- Levantador de presa: los cuales levantaban las aves a los cazadores

Los levantadores de caza fueron los que originaron a los actuales spaniel levantadores. Cuando nacía una nueva camada, los perros se separaban según el tamaño. Los más grandes (los levantadores) se utilizaban para levantar las aves más grandes, mientras que los perros más pequeños se usaban para levantar las presas pequeñas (en especial la codorniz), dándoles a estos últimos el nombre de cocker, derivado del término inglés woodcock (‘becada’)
No fue hasta 1892 cuando el Club Canino de Reino Unido reconoció al cocker spaniel como raza haciéndose necesario diferenciar entre los levantadores y los Cocker.

## Descripción
Es un perro fuerte, atlético, compacto y equilibrado. En ellos, la medida del suelo a la cruz y de ésta a la cola es igual, aproximadamente. En los machos la altura aproximada es de 39-41 cm y en las hembras de 37-39 cm. El peso aproximado es entre 12 y 16 kg.  El cuerpo del perro es compacto, con un pecho bien desarrollado y poseen una ligera inclinación desde el lomo hasta la cola. Las patas son fuertes y musculadas, sobre todo las traseras.
La cabeza es ancha, de aspecto ligero, con una trufa grande. Las orejas son de forma lobular y de inserción baja, a la altura de los ojos. Estarán bien cubiertas de bellos flecos de pelos largos, lisos y sedosos.
Posee unos ojos grandes, pero no prominentes. Suelen ser de color marrón, casi oscuro, aunque algunos ejemplares los tienen claros. La expresión de los ojos es inteligente, alerta, brillantes y alegres. 
El pelaje puede ser de un solo color o de varios colores. En los perros de un solo color sólo se permite una mancha blanca en el pecho. El pelo es liso y de textura sedosa. Las extremidades y la parte inferior del cuerpo deben tener flecos.
Tiene las orejas largas y de forma lobular que le llegan como mínimo hasta la nariz. Su cráneo está perfectamente modelado y bien desarrollado y termina en un hocico cuadrado. Los ojos son redondos y de color marrón o marrón oscuro.
Aunque todavía se utiliza para la caza, hoy en día es más normal encontrarlo husmeando entre los matorrales de un parque o jardín.

## Temperamento

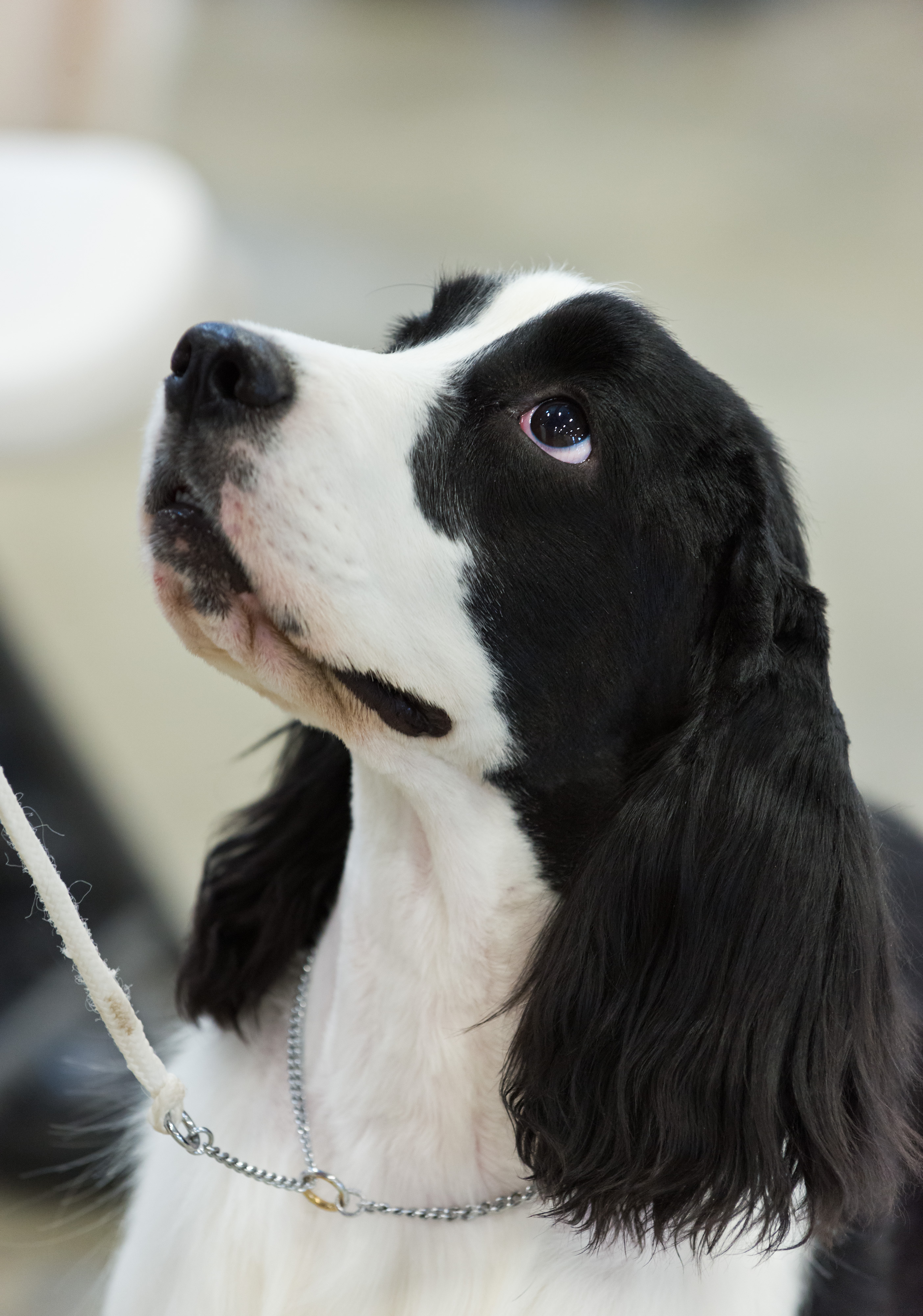
Un ejemplar de color blanco y negro.

Es determinado, inteligente, atlético, alerta, resistente y son buenas mascotas familiares. No le gusta estar solo, gime y llora y creará un vínculo muy estrecho con una sola persona de la familia, por lo general quien lo alimenta. Tiene tendencia a engordar si se le sobrealimenta o si permanece mucho tiempo inactivo. A nivel inteligencia se clasifica en el lugar 18º de la escala de Stanley Coren acerca de La inteligencia de los perros.
Con un buen nivel de socialización desde una edad temprana, puede llevarse bien con la gente, los niños, perros y otros animales domésticos. Se pueden estresar fácilmente con los ruidos fuertes y tratamiento o manejo rudo. Si se adiestra con refuerzo positivo, será un compañero obediente y amoroso con una naturaleza equilibrada y alegre.

### Estudios acerca de agresión
Se ha propuesto una conexión entre el color del pelaje y el temperamento. Este vínculo podría deberse a la melanina, el pigmento de color, que es bioquímicamente similar a las sustancias químicas que actúan como transmisores en el cerebro. Un estudio realizado por la Universidad de Cambridge en el que participaron más de 1000 hogares con cocker spaniel en toda Gran Bretaña, concluyó que los cocker de color sólido son más propensos a ser agresivos en 12 de 13 situaciones. 

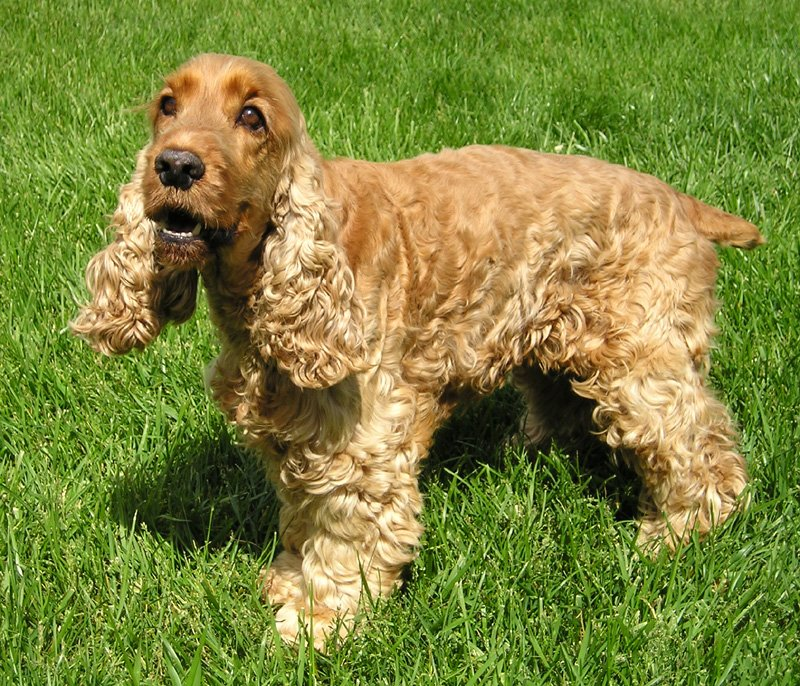
Algunos estudios sugieren una conexión entre la agresión y el color del ejemplar.

 El cocker rojo o dorado mostró ser el más agresivo de todos en situaciones relacionadas con extraños, miembros de la familia o cuando eran disciplinados, a veces sin ninguna razón aparente. Otro estudio realizado por investigadores españoles en la Universidad Autónoma de Barcelona reveló una relación similar entre cocker dorados y agresión. Los machos fueron más propensos a ser agresivos. El estudio encontró que los niveles de serotonina —la sustancia cerebral que controla e/o inhibe los impulsos agresivos y comportamientos antisociales— eran más bajos en esta raza que en otras (318 frente a 852 nanogramos por mililitro). El estudio encontró que el cocker spaniel inglés presentaba el nivel más alto de agresión dirigido contra sus propietarios y extraños, en comparación con otras razas.

## Mantenimiento
Un pelaje bonito, un cuerpo sano y su natural exuberancia son características que definen a la raza. El cuerpo es fuerte y bien equilibrado y destaca especialmente por su manto de pelo. Sin importar que el manto de pelo sea de color sólido o esté formado por alguna de las combinaciones de colores que caracterizan a esta raza, para mantenerlo en excelentes condiciones es necesario cepillarlo habitualmente, cuidar bien su salud y proporcionarle una alimentación de calidad.
Mientras que el pelo interior es suave y está pegado a la piel, el pelo exterior es un manto largo, liso y sedoso, que le proporciona una gran protección a la piel y al cuerpo. Es necesario cepillarle y cortarle el pelo regularmente, teniendo cuidado especialmente con las orejas para evitar que su pelo se enrede.

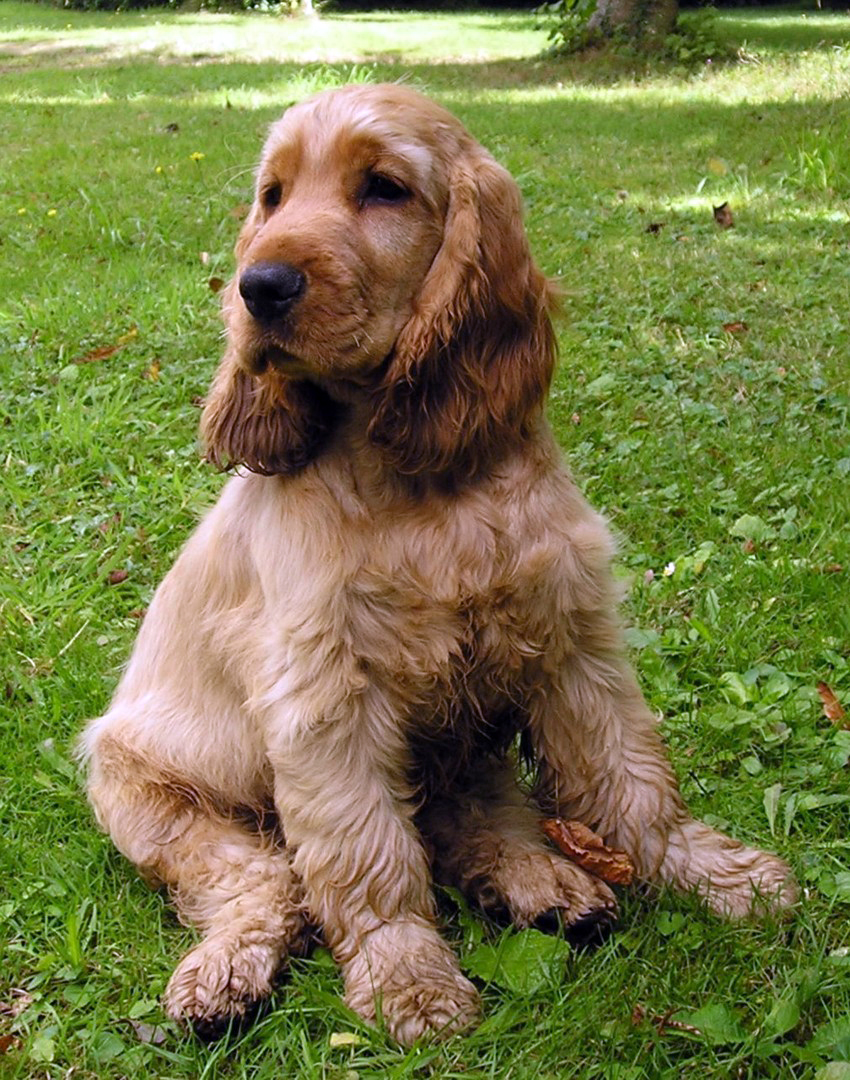
Cachorro de color dorado.

Tiene un aspecto exuberante y eso se debe al órgano más grande de su cuerpo, la piel. Pero el papel que desempeña la piel no es únicamente estético, sino que también protege el cuerpo contra las enfermedades y las infecciones, y actúa como su primera línea de defensa. Su pelo tiene también funciones complementarias que consisten en aislar el cuerpo y proteger la piel contra posibles traumas y daños debidos al calor, la luz del sol y los agentes irritantes. Es susceptible a irritaciones de la piel y por eso los nutrientes presentes en su dieta son de vital importancia, pues aseguran el buen funcionamiento de la piel.

### Alimentación
Una dieta rica en nutrientes esenciales como: las proteínas, las grasas, las vitaminas, los minerales, el zinc, el cobre y los ácidos grasos son esenciales para la salud del pelo y la piel del perro.
El pollo, el cordero, el pescado y los huevos contienen proteínas que proporcionan aminoácidos esenciales para gozar de una buena salud. El pelo del Cocker está formado en un 95% de proteínas. Si su dieta no contiene suficientes proteínas de calidad, existe el riesgo de que le caiga el pelo o se le quede seco, débil y frágil.

## Salud
La raza en el Reino Unido, Estados Unidos y Canadá tiene una vida media de 12 a 14 años, que es una longevidad típica de perros de raza pura, aunque un poco menor que la mayoría de otras razas del mismo tamaño. El cocker spaniel inglés normalmente vive alrededor de un año más que el cocker spaniel americano. Los inconvenientes comunes de salud en cocker ingleses son: problemas de mordida (mordeduras), alergias en la piel, timidez, otitis, cataratas, sordera (que afecta al 6,3% de los perros de esta raza), agresión hacia otros perros y tumores benignos.
En una encuesta de 2004 realizada por el Kennel Club de Reino Unido, las causas más comunes de muerte fueron: cáncer (30%), vejez (17%), paro cardíaco (9%), y "varios" (7%). Las encuestas de salud de 1998 y 2002 en EUA y Canadá, publicaron que las principales causas de muerte fueron: vejez (40%) y cáncer (22%).